# Hunter, Kansas
Hunter là một thành phố thuộc quận Mitchell, tiểu bang Kansas, Hoa Kỳ. Năm 2010, dân số của xã này là 57 người.

## Dân số
Dân số các năm:
- Năm 2000: 77 người
- Năm 2010: 57 người